# Tumor pardo
Los tumores pardos son tumores del hueso que se producen como consecuencia de un exceso de actividad osteoclástica, como ocurre en el caso del hiperparatiroidismo. Consiste en tejido fibroso, hueso no laminar (hueso embrionario) y la vascularizción de soporte, pero no hay en ellos matriz ósea. En las radiografías se ven radiolucentes, apareciendo como lesiones líticas.
Su génesis es la siguiente: en enfermedades que, como el hiperparatidoidismo, se produce un exceso de actividad de los osteoclastos, éstos consumen el hueso trabecular que han depositado los osteoblastos. Aparecerán nuevos osteoblastos que fabricarán hueso nuevo y que, a su vez, será consumido. Este frente de formación-reabsorción ósea se expande, a veces más allá del contorno usual del hueso, afectando al periostio y causando dolor óseo.
Su característica coloración marrón se debe a la deposición de hemosiderina en las lesiones quísticas osteolíticas.
- Datos: Q4976425
- Multimedia: Brown tumor / Q4976425